# Karen Armstrong
Karen Armstrong (Wildmoor, Worcestershire, Reino Unido, 14 de noviembre de 1944) es una escritora británica especializada en religión comparada, miembro del grupo de alto nivel de la Alianza de Civilizaciones y Premio princesa de Asturias de ciencias sociales 2017.
Antigua religiosa católica, abandonó el convento en 1969.

## Trayectoria
En su primer libro, Through the Narrow Gate, describe sus siete años como monja en una orden católica. Ha escrito más de 20 libros, incluyendo A History of God, Islam: A Short History, Buddha, Faith After September 11th, The Spiral Staircase, A Short History of Myth (Canongate Myth Series), The Bible: A Biography, The Great Transformation, Muhammad: A Prophet for Our Time y más recientemente The Case for God; también, numerosos artículos en The Guardian y otras publicaciones. Algunos títulos en español serían: Una historia de Dios; Jerusalén, una ciudad y tres religiones; El islam; Los orígenes del fundamentalismo en el judaísmo, el cristianismo y el islam; Mahoma: biografía del profeta y La gran transformación.
The Sunday Times dijo de ella: Posee un talento deslumbrante; es capaz de abordar un tema complejo y reconducirlo a sus aspectos esenciales, sin caer en simplificaciones.
Karen Armstrong es una voz poderosa en la comprensión ecuménica.

En 2008, Armstrong ganó el Premio TED y pidió que se le ayudara a montar la Carta por la Compasión, un documento en torno al cual los líderes religiosos pueden trabajar juntos por la paz. A finales del otoño de 2008, el primer borrador del documento fue escrito por todo el mundo, a través de un sitio web para compartir.

Yo digo que la religión no es de creer las cosas. Es la alquimia ética. Se trata de comportarse de una manera que te cambie, que te dé indicios de santidad y de lo sagrado.
Karen Armstrong en Powells.com

El reto del siglo XXI es apreciar -no solo a tolerar- a las otras tradiciones religiosas.
En 2008, el Premio "Freedom of Worship" del Franklin and Eleanor Roosevelt Institute fue otorgado a Karen Armstrong por su dedicación personal a la idea de que la paz se puede encontrar en la comprensión religiosa, por sus enseñanzas sobre la compasión, y su reconocimiento de lo positivo de las fuentes de espiritualidad.
En 2017, Armstrong gana el Premio Princesa de Asturias de Ciencias Sociales al ser elegida por el jurado de los premios entre los 25 candidatos que optaban al galardón —dotado con una escultura de Joan Miró, 50.000 euros, un diploma y una insignia—, entre los que destacaban el filósofo y ensayista surcoreano Byung-Chul Han, el entomólogo y biólogo estadounidense Edward Osborne Wilson, la ensayista española Celia Amorós y el economista Ramón Tamames.